# Bernardo Buontalenti

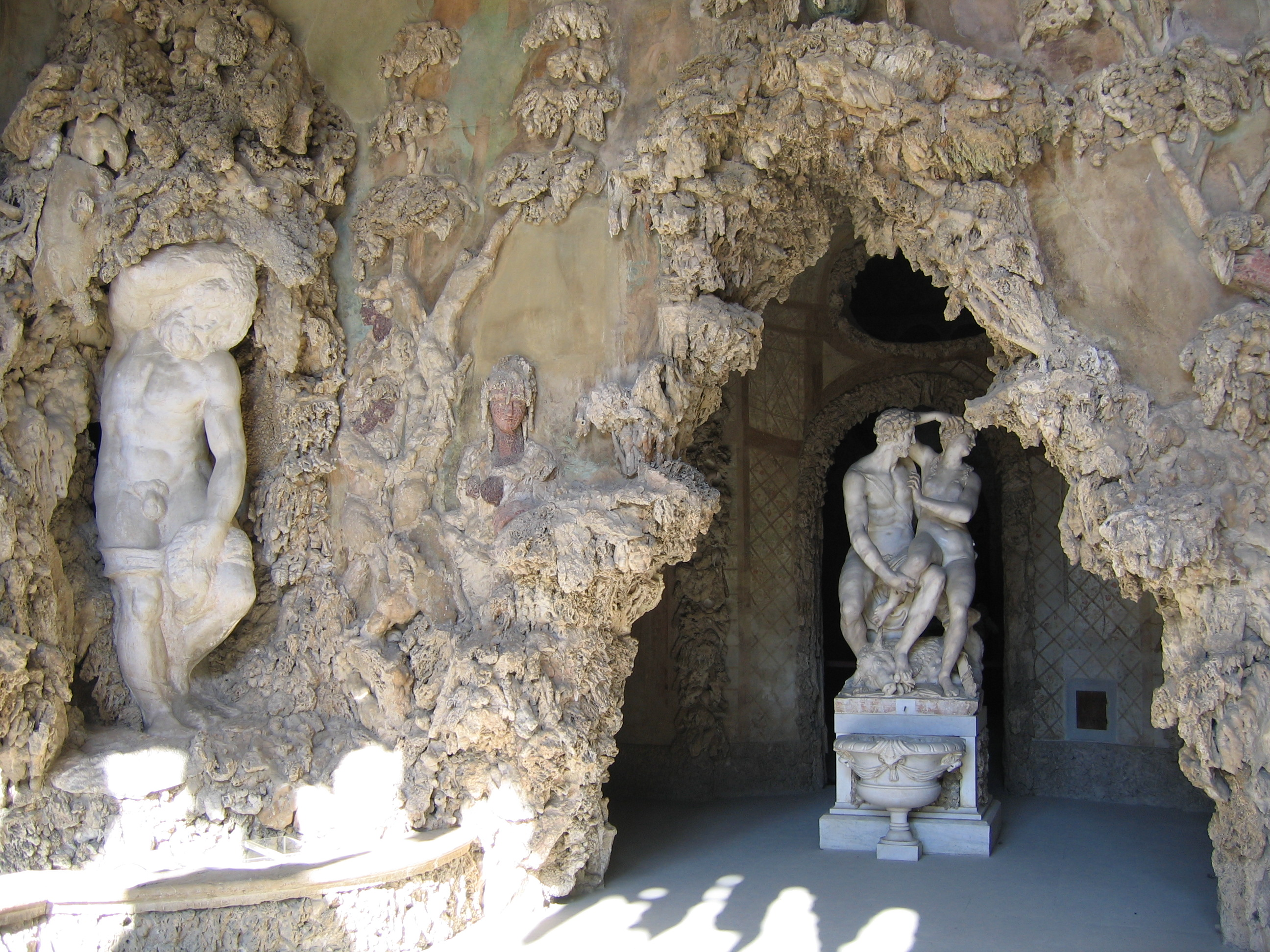
Gruta de Boboli, decorada por Buontalenti.

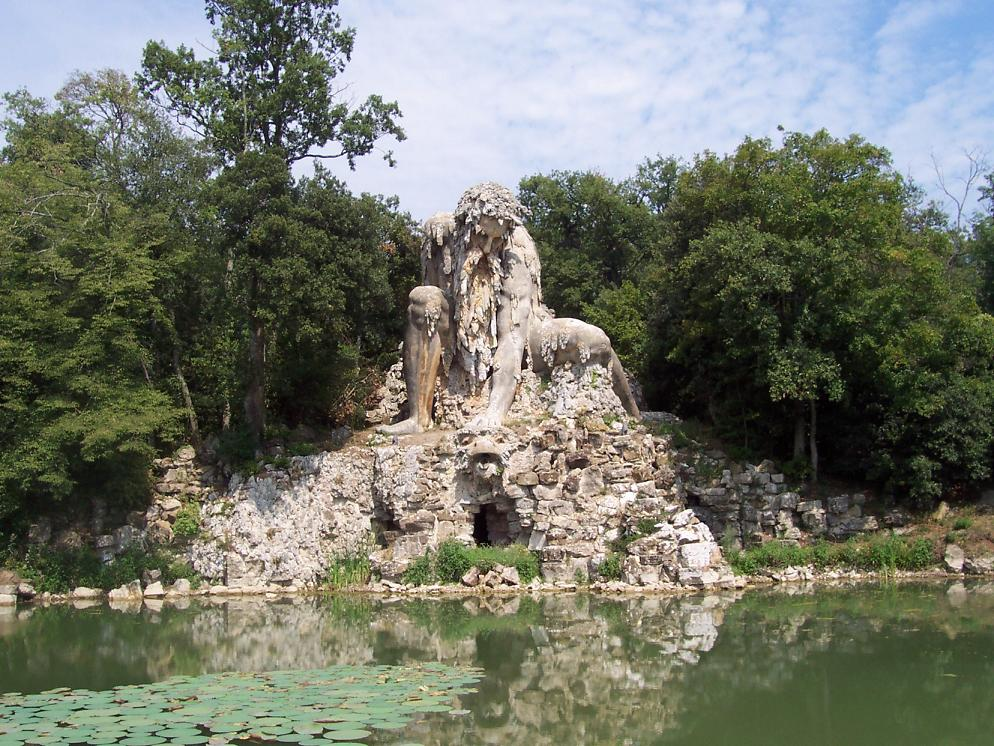
Escultura de Appennino en la Villa de Pratolino.

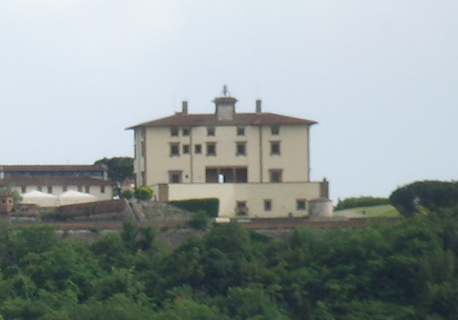
Fuerte de Belvedere.

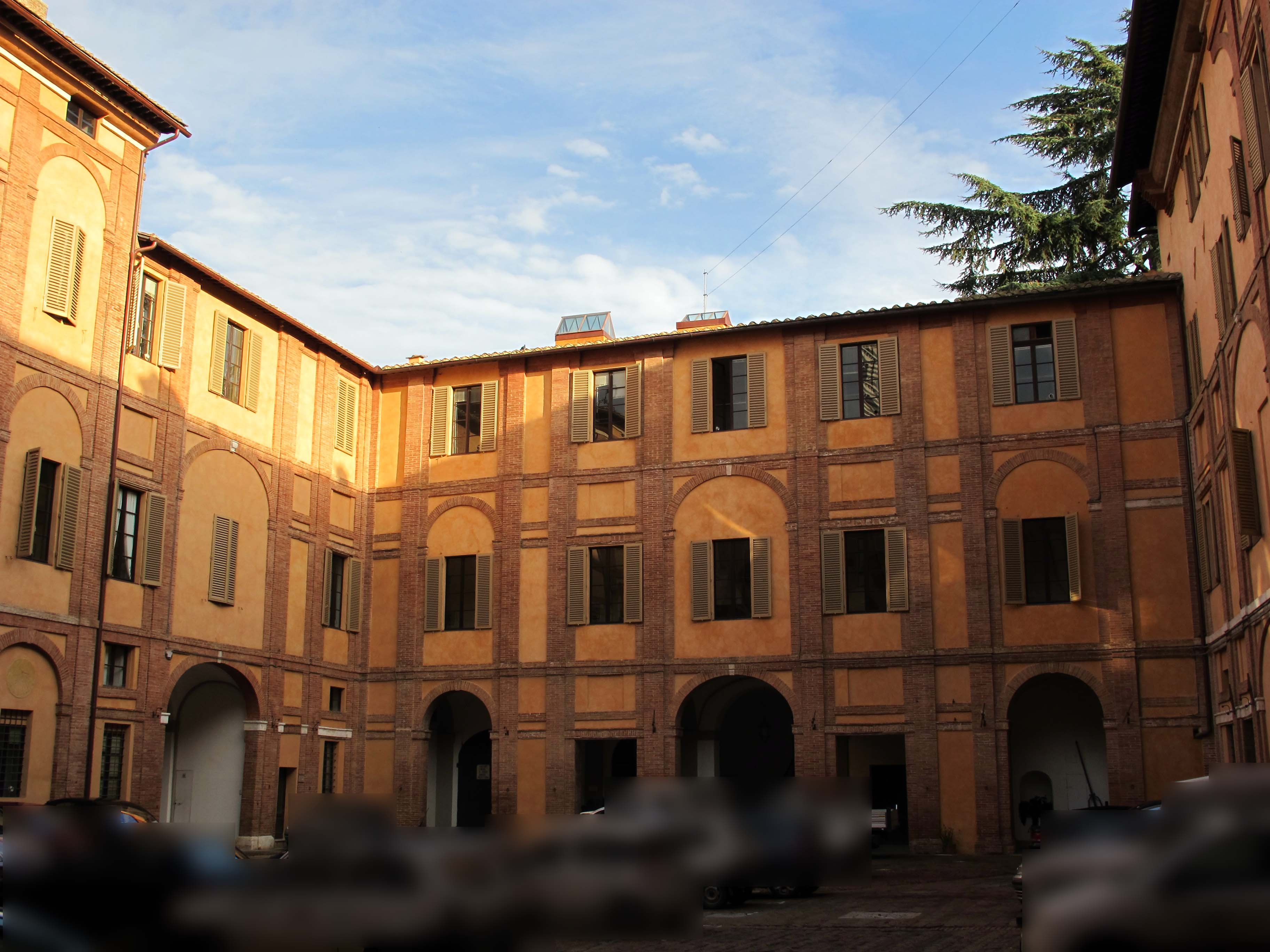
Patio del Buontalenti, en el Palacio Real (Siena) (1590-1594)

Bernardo Buontalenti (Florencia, 15 de diciembre de 1531 -  6 de junio de 1608) fue un arquitecto, escultor y pintor toscano. 
Aprendió a pintar con Vasari. Entró al servicio de los Médici cuando era joven y siguió con ellos el resto de su vida. En 1562 viajó a España. Su primera obra importante, entre 1570 y 1574, fue el Palacio de Bianca Cappello en la Via Maggio de Florencia.
Sus obras más importantes fueron el proyecto de nueva ciudad de Livorno; la decoración del Palacio Pitti en Florencia; la ornamentación de los Jardines de Boboli (1583),; así como la Villa de Pratolino, con la colosal escultura de Appennino. En los Uffizi de Florencia construyó una nueva ala, durante el invierno de 1585- 1586, en el que preparó espléndidas fiestas. Además de Florencia, trabajó también como arquitecto, en Pisa, Prato y Siena (donde reacondicionó el Palacio Real (Siena) (1590-1594)).
Su habilidad como ingeniero militar se mostró en las obras del puerto de Livorno, el Fuerte de Belvedere (1590-1595), las murallas de Pistoia, Grosseto, Prato, Portoferraio y Nápoles; también perfeccionó cañones y preparó un nuevo tipo de granada incendiaria.
Diseñó además trajes para los Médici.
A pesar de sus notorios éxitos, su prodigalidad lo llevó a la ruina, sobreviviendo en sus últimos años gracias a una pensión que le otorgó el Gran Duque de Toscana.